# Нестеренко, Алексей Иванович
Алексе́й Ива́нович Нестере́нко (30 марта [12 апреля] 1908, Камышинский уезд, Саратовская губерния — 18 июля 1995, Видное, Московская область) — советский военный деятель, генерал-лейтенант. Первый начальник космодрома Байконур (НИИП-5, 1955—1958).

## Биография
Родился 30 марта 1908 года на хуторе Рыбушка Саратовской губернии, в большой крестьянской семье. В 1912 году (по другим данным — в 1913 году) его семья, из-за безземелья, переехала в Сибирь в д. Шевели Томской губернии (теперь Кемеровская область).
С 1922 года жил в Щегловске. В 1924 году вступил в комсомол.
В армии с 1925 года, когда после окончания «семилетки» стал курсантом Красноярской артиллерийской школы в Щегловске, которую в 1927 году перевели в город Томск. В 1929 году окончил её и был назначен командиром огневого взвода гаубичной батареи 21-го артиллерийского полка. Тогда же, в 1929 году, получил боевое крещение под г. Чжалайнор во время конфликта на КВЖД. За храбрость и умелые действия награждён ценным подарком от В. К. Блюхера — командующего Особой Дальневосточной армии в Маньчжурии.
В 1931 получил назначение в родную Томскую артиллерийскую школу, окончив курсы при Томском государственном университете по специальности геодезист.
В 1936 году поступил в Военную академию им. М. В. Фрунзе, окончил её в 1939 году в звании майора и был назначен командиром 170-го артиллерийского полка 37-й стрелковой дивизии (Речица, БелВО). В июле 1939 года вместе с 37-й стрелковой дивизией передислоцирован в Омск, где его дивизия готовилась к действиям против Японии в Монголии, но в связи с окончанием боевых действий (к сентябрю 1939 года) в боях не участвовал.
В составе 37-й стрелковой дивизии в декабре 1939 года был переброшен в Карелию и участвовал в войне с белофиннами на Петрозаводском направлении.

### Великая Отечественная война
Участник Великой Отечественной войны с июня 1941 года по май 1945 года. Уже 23 июня 1941 года отражал прорыв фашистских танков у Лиды; отступая в боях, попал в окружение, но вывел полк к Мозырю в полной форме, с оружием и знаменем. В августе 1941 года в Алабино сформировал 4-й гвардейский миномётный полк реактивной артиллерии; первый залп «Катюши» его полка дали 25 сентября 1941 года под Диканькой (Полтавская область). Затем были бои под Харьковом, рейд по тылам врага в районе Ельца. Первым среди гвардейских миномётных полков полк Нестеренко был награждён орденом Красного Знамени.
В 1942 году — представитель командующего ГМЧ Ставки ВГК, гвардии полковник. В апреле-мае 1942 года участвовал в боевых действиях в районе Демянска (Северо-Западный фронт) и в районе Изюма (Южный фронт).
С мая 1942 года — начальник ОГ ГМЧ Южного фронта, затем — Северо-Кавказского, Брянского, 2-го Прибалтийского фронтов. За недопущение прорыва танковых колонн противника в разрыв между Южным и Юго-Западным фронтами в июле-августе 1942 года представлялся к званию Героя Советского Союза. Под его руководством в Черноморской группе войск была создана вьючная «Катюша», которая использовалась в горах, на катерах и дрезинах. 28 августа 1943 г. присвоено звание гвардии генерал-лейтенант артиллерии. С августа 1944 — заместитель командующего артиллерией по ГМЧ 2-го Прибалтийского, затем Ленинградского фронтов.
В заключительных операциях войны под его командованием находилось семь (из 40 имевшихся в Красной Армии) тяжёлых бригад гвардейских миномётов, 17 (из 115) полков «Катюш».

### Послевоенное время
Участвовал в советском ракетном проекте, назначен начальником Научно-исследовательского реактивного института ГАУ (Болшево, 1946—1951), его заместителем стал Л. М. Гайдуков. Под его руководством в короткие сроки был сформирован основной состав института, созданы экспериментальные мастерские и испытательные стенды. Более 200 сотрудников института повышали квалификацию на двухгодичных инженерных курсах при МВТУ имени Н. Э. Баумана. С 1947 года институт начал реализацию первого плана НИР.
С января 1952 года — заместитель командующего артиллерией Белорусского военного округа. С января 1953 года — начальник факультета реактивного вооружения Артиллерийской академии имени Ф. Э. Дзержинского (1953—1955). Одновременно (1953—1955) возглавлял комиссию по испытаниям ракетного комплекса с ракетой Р-11 (8К11).
С 19 марта 1955 года по 8 мая 1958 года — первый начальник 5-го Научно-исследовательского испытательного полигона (теперь космодром Байконур). Занимался отводом земельных участков для полигона, согласованием проектных документов и графиков строительства, подбором кадров, формированием частей и подразделений. К 1957 году посёлок был благоустроен и озеленен. В течение 3 лет были построены старт ракеты и техническая позиция для ракеты Р-7, головной части и искусственного спутника земли, полигонный измерительный комплекс, жилые городки.
С 1958 года член Научно-технического комитета Генерального штаба по ракетной технике. Входил в состав Государственной комиссии по испытаниям ракеты Р-9А.
Уволен в запас 9 августа 1966 года. Возглавлял Совет ветеранов Байконура. Занимался живописью; несколько его картин экспонируются в музеях космодрома Байконур, НИИ-4, Академии РВСН имени Петра Великого.
Автор военных мемуаров:
- Нестеренко А. И. Огонь ведут «Катюши» / Литературная запись В. А. Богданова. — М.: Воениздат, 1975. — 262 с. — (Военные мемуары). — 100 000 экз.

воспоминаний о строительстве космодрома Байконур:
- Нестеренко А. И. Так начинался космодром : Воспоминания о первых месяцах формирования и строительства космодрома Байконур. Командно-измерительный комплекс СССР. Дата обращения: 24 января 2016. Архивировано 17 марта 2016 года.

Соавтор книг:
- Вышли на фронт «катюши»: Воспоминания ветеранов гвард. миномёт. частей / [Сост. В. А. Шмаков; Лит. запись В. А. Мезенцева]. — М.: Моск. рабочий, 1982. — 304 с.
- Ракеты и судьбы[7].

Всю жизнь сохранял хорошую физическую форму, занимался разными видами спорта (лыжи, лёгкая атлетика, конный спорт, фехтование, планеризм). Чемпион Сибирского округа 1934 и 1935 годов по военному многоборью. В 1935 году возглавлял тысячекилометровый лыжный пробег отряда курсантов Томского артиллерийского училища — 1070 километров были пройдены за 11 ходовых дней без единого отставшего; приказом наркома обороны СССР К. Е. Ворошилова каждый участник пробега был премирован в размере месячного оклада. В том же году установил всеармейский рекорд по бегу на лыжах на 50 км со стрельбой (аналог современного биатлона), стал мастером спорта СССР. В период командования полигоном Байконур лично проводил утреннюю физзарядку с офицерами и солдатами в любое время года, организовал на полигоне ежегодные спартакиады.
Жил на даче в Видном, где и умер 18 июля 1995 года (по другим данным — 10 июля).

Могила на Кунцевском кладбище

Похоронен в Москве на Кунцевском кладбище (10 уч.).

### Семья
Отец — Иван Сергеевич Нестеренко (?—1943, Ашхабад).
Мать — Пелагея Осиповна (1889—1950).
Братья — Константин (13.10.1919—?), Михаил, Владимир, Виктор (25.4.1921—?).
Жена (с 1930) — Екатерина Харлампиевна (в девичестве Великопольская; 1907—2.12.1979, похоронена на Кунцевском кладбище). Дети:
- Галина (1931—25.10.2018); Муж — Виктор Николаевич Гущин, дочери Анна, Мария, Дарья, Антонина
- Владимир (1936—2008), служил на космодроме Байконур, полковник;
- Татьяна (род. 1941)[4].

Двоюродный внук Владимир Шахрин.(р. 1959), рок-музыкант лидер группы Чайф

## Награды
- два ордена Красной Звезды (1940 — за участие в советско-финской войне, 1944)
- три ордена Ленина (19.12.1941 — за бои под Диканькой и Харьковом[7][12], 1950, 12.12.1957 — за руководство боевым расчётом космодрома при запуске первого в мире искусственного спутника Земли[4][7])
- три ордена Красного Знамени (1.1.1942[13], 1945, 1956)
- три ордена Отечественной войны 1-й степени (18.5.1943[14], 27.8.1943[15], 6.11.1985[16])
- Орден Суворова 2-й степени (1944)
- Орден Кутузова 2-й степени (29.6.1945)[4]
- Сталинская премия 3-й степени (1951 — в числе авторов проекта «Ракетный зонд» [устройство для отработки приземления людей или животных в спецкабине ракеты][7])
- Орден Трудового Красного Знамени (1961 — за обеспечение запуска первого космонавта планеты[7])
- 11 медалей
- памятные медали Президиума Академии наук СССР («В честь запуска в СССР первого ИСЗ 4 октября 1957 г.», «В честь первого в мире полета советского человека в космос»)[7]
- Почётный гражданин г. Байконур (1967)[17][18], Диканьки[1][4].

## Память
Имя А. И. Нестеренко носят улицы в Байконуре и Юбилейном (с 1996).
В Москве в 2011 году открыта мемориальная доска по адресу Северное Чертаново, дом 4, корпус 407.